# Имоложје
Имоложје (рус. Озеро Имоложье) језеро је на северу Тверске области, у европском делу Руске Федерације. Налази се на подручју Вишњеволочког рејона на ободу Валдајског побрђа и припада басену реке Мсте, односно реке Неве. Преко речице Рудинке повезано је са језером Мстино.
Површина језера је 7,63 км², дужина до 8,1 км, а ширина до 1,83 км. За просечног водостаја његова површина лежи на надморској висини од 158 метара. Укупна дужина обалне линије је 25,42 километра, максимална дубина је 12 метара (просечно 3,75 метара).
Има јако сложену физиологију и састављено је од неколико готово засебних залива. Ледничког је порекла.
Мањим водотоцима повезано је са неколико суседних језераца. На око 20 километара југоисточно од језера налази се град Вишњи Волочок.